# Оджі Едобурун
Оджі Едобурун (англ. Ojie Edoburun; нар. 2 червня 1996) — британський легкоатлет, який спеціалізується в бігу на короткі дистанції.

## Спортивні досягнення
Чемпіон Ігор Співдружності в естафетному бігу 4×100 метрів (2022).
Чемпіон Європи серед молоді у бігу на 100 метрів та срібний призер чемпіонату Європи серед молоді в естафетному бігу 4×100 метрів (2017).
Чемпіон Європи серед юніорів у бігу на 100 метрів (2015).
Срібний призер чемпіонату світу серед юнаків у бігу на 100 метрів (2013).
Чемпіон Великої Британії у бігу на 100 метрів (2019).